# Elecciones municipales del Cuzco de 2010
Las elecciones municipales del Cusco de 2010 se llevaron a cabo el 3 de octubre de 2010 para elegir al alcalde y al Concejo Provincial del Cusco para el periodo 2011-2014. La elección se celebró simultáneamente con elecciones regionales y municipales (provinciales y distritales) en todo el Perú.

## Sistema electoral
La Municipalidad Provincial del Cusco es el órgano administrativo y de gobierno de la provincia del Cusco. Está compuesta por el alcalde y el Concejo Provincial.
La votación del alcalde y el concejo se realiza en base al sufragio universal, que comprende a todos los ciudadanos nacionales mayores de dieciocho años, empadronados y residentes en la provincia del Cusco y en pleno goce de sus derechos políticos, así como a los ciudadanos no nacionales residentes y empadronados en la provincia del Cusco.
El Concejo Provincial del Cusco está compuesto por 13 regidores elegidos por sufragio directo para un período de cuatro (4) años, en forma conjunta con la elección del alcalde (quien lo preside). La votación es por lista cerrada y bloqueada. Se asigna a la lista ganadora los escaños según el método d'Hondt o la mitad más uno, lo que más le favorezca.

## Composición del Concejo Provincial del Cusco
La siguiente tabla muestra la composición del Concejo Provincial del Cusco antes de las elecciones.
| Partidos | Partidos                                          | Regidores |
| -------- | ------------------------------------------------- | --------- |
|          | Unión por el Perú                                 | 8         |
|          | Movimiento Político Independiente Cusco en Acción | 2         |
|          | Movimiento Regional Inka Pachakuteq               | 2         |
|          | Partido Aprista Peruano                           | 1         |

## Partidos y candidatos
A continuación se muestra una lista de los principales partidos y alianzas electorales que participan en las elecciones:
| Candidatura | Candidatura | Partidos y alianzas | Candidatos | Candidatos                 | Ideología                                                              | Resultado previo | Resultado previo | Ref. |
| Candidatura | Candidatura | Partidos y alianzas | Candidatos | Candidatos                 | Ideología                                                              | Votos (%)        | Reg.             | Ref. |
| ----------- | ----------- | --- | ---------- | -------------------------- | ---------------------------------------------------------------------- | ---------------- | ---------------- | ---- |
|             | UPP         | Lista - Unión por el Perú (UPP)                                                                                                 |            | Abel Ayarza Romero         | Nacionalismo de izquierda Socialdemocracia                             | 21.42%           | 8                |      |
|             | APRA        | Lista - Partido Aprista Peruano (APRA)                                                                                          |            | Jim Chevarría Montesinos   | Aprismo                                                                | 14.29%           | 1                |      |
|             | PNP–MT      | Lista - Gran Alianza Nacionalista Cusco (PNP–MT) – Partido Nacionalista Peruano (PNP) – Movimiento Regional Tawantinsuyo (MT)   |            | José Portugal del Castillo | Socialismo democrático Nacionalismo de izquierda Regionalismo cusqueño | 6.98%            | 0                |      |
|             | SP          | Lista - Somos Perú (SP) |            | Hubert Quisocala Ramos     | Democracia cristiana Conservadurismo social                            | 2.90%            | 0                |      |
|             | PPC         | Lista - Partido Popular Cristiano (PPC)                                                                                         |            | Justino Ayma Ccopa         | Democracia cristiana Conservadurismo social Liberalismo económico      | 1.16%            | 0                |      |
|             | AP          | Lista - Acción Popular (AP) |            | Arizon Laura Alata         | Humanismo Nacionalismo cívico Reformismo                               | 1.00%            | 0                |      |
|             | PP          | Lista - Perú Posible (PP) |            | Atilio Mendigure Sarmiento | Socioliberalismo Democracia liberal Tercera vía                        | 0.26%            | 0                |      |
|             | FDP         | Lista - Fonavistas del Perú (DD)                                                                                                |            | Ciro Pacheco Ranilla       | Socialismo Nacionalismo de izquierda Ecologismo                        | Nuevo            | Nuevo            |      |
|             | ARI         | Lista - Acuerdo Regional de Integración (MNI–ARI) – Movimiento Nueva Izquierda (MNI) – Alianza Regional de Independientes (ARI) |            | Hernán Infantas Gibaja     | Mariateguismo Socialismo democrático Regionalismo cusqueño             | Nuevo            | Nuevo            |      |
|             | APU         | Lista - Movimiento Regional Acuerdo Popular Unificado (APU)                                                                     |            | Víctor Ayma Giraldo        | Regionalismo cusqueño                                                  | Nuevo            | Nuevo            |      |
|             | PAPA        | Lista - Patria Arriba Perú Adelante (PAPA)                                                                                      |            | Luis Florez García         | Regionalismo cusqueño                                                  | Nuevo            | Nuevo            |      |
|             | Qosqollay   | Lista - Qosqollay (Qosqollay)                                                                                                   |            | Willy Cuzmar del Castillo  | Regionalismo cusqueño                                                  | Nuevo            | Nuevo            |      |
|             | PAN         | Lista - Movimiento Regional PAN (PAN)                                                                                           |            | Juan Guevara Paredes       | Regionalismo cusqueño                                                  | Nuevo            | Nuevo            |      |
|             | MER         | Lista - Movimiento Etnocacerista Regional del Cusco (MER)                                                                       |            | José Huamán Mamani         | Regionalismo cusqueño                                                  | Nuevo            | Nuevo            |      |
|             | TyL         | Lista - Tierra y Libertad Cusco (TyL)                                                                                           |            | Hugo Cornejo Rosell        | Regionalismo cusqueño                                                  | Nuevo            | Nuevo            |      |
|             | IND         | Lista - Lista Independiente N° 1 Fuerza Cusco                                                                                   |            | Carlos Moscoso Perea       | Localismo cusqueño                                                     | Nuevo            | Nuevo            |      |

## Sondeos de opinión
Las siguientes tablas enumeran las estimaciones de la intención de voto en orden cronológico inverso, mostrando las más recientes primero y utilizando las fechas en las que se realizó el trabajo de campo de la encuesta. Cuando se desconocen las fechas del trabajo de campo, se proporciona la fecha de publicación.
Leyenda:
     Sondeo realizado en el periodo de prohibición legal de la difusión de sondeos de intención de voto.

### Intención de voto
La siguiente tabla enumera las estimaciones ponderadas (sin incluir votos en blanco y nulos) de la intención de voto.
|                                |                |      |      |      |      |      |     |      |  |  |  |  |  |
| Elecciones municipales de 2010 | 3 oct 2010     | —    | 33.4 | 13.7 | 13.6 | 13.3 | 9.1 | 19.7 |  |  |  |  |  |
|                                |                |      |      |      |      |      |     |      |  |  |  |  |  |
| César Carranza/El Diario       | 22–24 sep 2010 | 1903 | 39.7 | 11.5 | 28.0 | 5.8  | 3.2 | 11.7 |  |  |  |  |  |
| César Carranza/El Diario       | 10–12 sep 2010 | 1903 | 38.6 | 9.7  | 33.0 | 4.8  | 2.7 | 5.6  |  |  |  |  |  |
| César Carranza/El Diario       | 13–19 ago 2010 | 1903 | 24.9 | 16.0 | 36.6 | 4.8  | 1.6 | 11.7 |  |  |  |  |  |
| César Carranza                 | 23–29 may 2010 | 1903 | 20.2 | 4.8  | 39.6 | –    | –   | 19.4 |  |  |  |  |  |

### Preferencias de voto
La siguiente tabla enumera las preferencias de voto en bruto (incluyendo blancos, viciados y sin respuesta) y no ponderadas.
|                                |                |      |      |      |      |      |     |      |      |      |  |  |  |
| Elecciones municipales de 2010 | 3 oct 2010     | —    | 28.8 | 11.8 | 11.7 | 11.5 | 7.8 | 13.9 | –    | 17.0 |  |  |  |
|                                |                |      |      |      |      |      |     |      |      |      |  |  |  |
| César Carranza/El Diario       | 22–24 sep 2010 | 1903 | 30.6 | 8.9  | 21.6 | 4.5  | 2.5 | 10.3 | 12.6 | 9.0  |  |  |  |
| César Carranza/El Diario       | 10–12 sep 2010 | 1903 | 30.4 | 7.6  | 26.0 | 3.8  | 2.1 | 7.9  | 13.4 | 4.4  |  |  |  |
| César Carranza/El Diario       | 13–19 ago 2010 | 1903 | 19.2 | 12.3 | 28.2 | 3.7  | 1.2 | 22.9 | –    | 9.0  |  |  |  |
| César Carranza                 | 23–29 may 2010 | 1903 | 16.7 | 4.0  | 32.7 | –    | –   | 7.8  | 9.7  | 16.0 |  |  |  |

## Resultados

### Sumario general
| |                                                     |              |              |              |           |           |  |  |
| Partidos y coaliciones                                                                                         | Partidos y coaliciones                              | Voto popular | Voto popular | Voto popular | Regidores | Regidores |  |  |
| Partidos y coaliciones                                                                                         | Partidos y coaliciones                              | Votos        | %            | ±pp          | Total     | +/−       |  |  |
| | Patria Arriba Perú Adelante (PAPA)                  | 66,044       | 33.43        | Nuevo        | 8         | +8        |  |  |
| | Lista Independiente N° 1 Fuerza Cusco               | 27,028       | 13.68        | n/a          | 2         | +2        |  |  |
| | Qosqollay (Qosqollay)                               | 26,877       | 13.60        | Nuevo        | 1         | +1        |  |  |
| | Gran Alianza Nacionalista Cusco (PNP–MT)1           | 26,333       | 13.33        | +6.35        | 1         | +1        |  |  |
| | Movimiento Regional PAN (PAN)                       | 17,955       | 9.09         | Nuevo        | 1         | +1        |  |  |
| | Acuerdo Regional de Integración (MNI–ARI)           | 8,472        | 4.29         | Nuevo        | 0         | ±0        |  |  |
| | Partido Aprista Peruano (APRA)                      | 5,209        | 2.64         | –11.65       | 0         | –1        |  |  |
| | Unión por el Perú (UPP)                             | 3,839        | 1.94         | –19.48       | 0         | –8        |  |  |
| | Tierra y Libertad Cusco (TyL)                       | 3,499        | 1.77         | Nuevo        | 0         | ±0        |  |  |
| | Somos Perú (SP)                                     | 3,300        | 1.67         | –1.23        | 0         | ±0        |  |  |
| | Movimiento Regional Acuerdo Popular Unificado (APU) | 2,643        | 1.34         | Nuevo        | 0         | ±0        |  |  |
| | Perú Posible (PP)                                   | 2,254        | 1.14         | +0.88        | 0         | ±0        |  |  |
| | Acción Popular (AP)                                 | 1,319        | 0.67         | –0.33        | 0         | ±0        |  |  |
| | Movimiento Etnocacerista Regional del Cusco (MER)   | 1,196        | 0.61         | Nuevo        | 0         | ±0        |  |  |
| | Fonavistas del Perú (FDP)                           | 953          | 0.48         | Nuevo        | 0         | ±0        |  |  |
| | Partido Popular Cristiano (PPC)                     | 634          | 0.32         | n/a          | 0         | ±0        |  |  |
| |                                                     |              |              |              |           |           |  |  |
| Total | Total                                               | 197,555      |              |              | 13        | ±0        |  |  |
| |                                                     |              |              |              |           |           |  |  |
| Votos válidos                                                                                                  | Votos válidos                                       | 197,555      | 86.14        | –0.55        |           |           |  |  |
| Votos en blanco                                                                                                | Votos en blanco                                     | 14,153       | 6.17         | +0.11        |           |           |  |  |
| Votos nulos | Votos nulos                                         | 17,635       | 7.69         | +0.43        |           |           |  |  |
| Votos emitidos                                                                                                 | Votos emitidos                                      | 229,343      | 86.06        | –0.25        |           |           |  |  |
| Abstenciones                                                                                                   | Abstenciones                                        | 37,134       | 13.94        | +0.25        |           |           |  |  |
| Votantes registrados                                                                                           | Votantes registrados                                | 266,477      |              |              |           |           |  |  |
| |                                                     |              |              |              |           |           |  |  |
| Fuente: |                                                     |              |              |              |           |           |  |  |
| Notas al pie: 1 Comparado con los resultados del Partido Nacionalista Peruano (PNP) en las elecciones de 2006. |                                                     |              |              |              |           |           |  |  |
| Notas al pie:                                                                                                  |                                                     |              |              |              |           |           |  |  |
| 1 Comparado con los resultados del Partido Nacionalista Peruano (PNP) en las elecciones de 2006.               |                                                     |              |              |              |           |           |  |  |

### Concejo Provincial del Cusco
| Cargo                         | Autoridad electa         | Partido político | Partido político                      |
| ----------------------------- | ------------------------ | ---------------- | ------------------------------------- |
| Alcalde Provincial del Cusco  | Luis Florez García       |                  | Patria Arriba Perú Adelante           |
| Regidora Provincial del Cusco | Silva Uscamaita Otárola  |                  | Patria Arriba Perú Adelante           |
| Regidora Provincial del Cusco | Serly Figueroa Mormontoy |                  | Patria Arriba Perú Adelante           |
| Regidor Provincial del Cusco  | Boris Mujica Paredes     |                  | Patria Arriba Perú Adelante           |
| Regidor Provincial del Cusco  | José Silva Santander     |                  | Patria Arriba Perú Adelante           |
| Regidor Provincial del Cusco  | Edward Luque Florez      |                  | Patria Arriba Perú Adelante           |
| Regidor Provincial del Cusco  | Rubén Molero Quispe      |                  | Patria Arriba Perú Adelante           |
| Regidor Provincial del Cusco  | Ismael Sutta Soto        |                  | Patria Arriba Perú Adelante           |
| Regidor Provincial del Cusco  | Jorge Saavedra Guarnizo  |                  | Patria Arriba Perú Adelante           |
| Regidor Provincial del Cusco  | Héctor Acurio Cruz       |                  | Lista Independiente N° 1 Fuerza Cusco |
| Regidor Provincial del Cusco  | Edilberto Monge Blanco   |                  | Lista Independiente N° 1 Fuerza Cusco |
| Regidor Provincial del Cusco  | Lizardo Porcel Guzmán    |                  | Qosqollay                             |
| Regidora Provincial del Cusco | Carmen Cornejo Pardo     |                  | Gran Alianza Nacionalista Cusco       |
| Regidor Provincial del Cusco  | Nimio Loayza Rojas       |                  | Movimiento Regional PAN               |

## Elecciones municipales distritales

### Sumario general
| | Gran Alianza Nacionalista Cusco (PNP–MT)1           | 30,264  | 24.89 | +18.14 | 2 | +1 |  |  |
| | Qosqollay (Qosqollay)                               | 18,312  | 15.06 | Nuevo  | 1 | +1 |  |  |
| | Movimiento Regional PAN (PAN)                       | 17,991  | 14.79 | Nuevo  | 1 | +1 |  |  |
| | Patria Arriba Perú Adelante (PAPA)                  | 17,136  | 14.09 | Nuevo  | 0 | ±0 |  |  |
| | Acuerdo Regional de Integración (MNI–ARI)           | 14,612  | 12.02 | +6.74  | 0 | ±0 |  |  |
| | Somos Perú (SP)                                     | 5,815   | 4.78  | +0.12  | 1 | +1 |  |  |
| | Partido Aprista Peruano (APRA)                      | 4,488   | 3.69  | –7.98  | 1 | ±0 |  |  |
| | Tierra y Libertad Cusco (TyL)                       | 2,794   | 2.30  | Nuevo  | 1 | +1 |  |  |
| | Restauración Nacional (RN)                          | 2,404   | 1.98  | Nuevo  | 0 | ±0 |  |  |
| | Perú Posible (PP)                                   | 1,859   | 1.53  | +1.37  | 0 | ±0 |  |  |
| | Movimiento Regional Inka Pachakuteq (Inka)          | 1,750   | 1.44  | –9.73  | 0 | –1 |  |  |
| | Movimiento Regional Acuerdo Popular Unificado (APU) | 1,549   | 1.27  | +1.11  | 0 | ±0 |  |  |
| | Fuerza 2011 (F2011)                                 | 1,087   | 0.89  | Nuevo  | 0 | ±0 |  |  |
| | Fuerza Regional Inka (FRI)                          | 1,008   | 0.83  | Nuevo  | 0 | ±0 |  |  |
| | Autogobierno AYLLU (AYLLU)                          | 269     | 0.22  | +0.14  | 0 | ±0 |  |  |
| | Acción Popular (AP)                                 | 226     | 0.19  | –0.97  | 0 | ±0 |  |  |
| | Partido Popular Cristiano (PPC)                     | 23      | 0.02  | n/a    | 0 | ±0 |  |  |
| | Lista Independiente N° 1 Fuerza Cusco               | 21      | 0.02  | n/a    | 0 | ±0 |  |  |
| |                                                     |         |       |        |   |    |  |  |
| Total | Total                                               | 121,608 |       |        | 7 | ±0 |  |  |
| |                                                     |         |       |        |   |    |  |  |
| Votos válidos                                                                                                  | Votos válidos                                       | 121,608 | 77.52 | –4.36  |   |    |  |  |
| Votos en blanco                                                                                                | Votos en blanco                                     | 24,764  | 15.79 | +4.06  |   |    |  |  |
| Votos nulos | Votos nulos                                         | 10,493  | 6.69  | +0.30  |   |    |  |  |
| Votos emitidos                                                                                                 | Votos emitidos                                      | 156,865 | 86.41 | –0.13  |   |    |  |  |
| Abstenciones                                                                                                   | Abstenciones                                        | 24,674  | 13.59 | +0.13  |   |    |  |  |
| Votantes registrados                                                                                           | Votantes registrados                                | 181,539 |       |        |   |    |  |  |
| |                                                     |         |       |        |   |    |  |  |
| Fuente: |                                                     |         |       |        |   |    |  |  |
| Notas al pie: 1 Comparado con los resultados del Partido Nacionalista Peruano (PNP) en las elecciones de 2006. |                                                     |         |       |        |   |    |  |  |
| Notas al pie:                                                                                                  |                                                     |         |       |        |   |    |  |  |
| 1 Comparado con los resultados del Partido Nacionalista Peruano (PNP) en las elecciones de 2006.               |                                                     |         |       |        |   |    |  |  |

### Resultados por distrito
La siguiente tabla enumera el control de los distritos de la provincia de Cusco. El cambio de mando de una organización política se resalta del color de ese partido.
| Distrito      | Alcalde(sa) titular       | Partido político | Partido político             | Alcalde(sa) electo(a)       | Partido político | Partido político          |
| ------------- | ------------------------- | ---------------- | ---------------------------- | --------------------------- | ---------------- | ------------------------- |
| Ccorca        | Edgar Meza García         |                  | Acción Popular               | David Quispe Orozco         |                  | Tierra y Libertad Cusco   |
| Poroy         | Miguel Sánchez Arteaga    |                  | Partido Aprista Peruano      | Miguel Sánchez Arteaga      |                  | Partido Aprista Peruano   |
| San Jerónimo  | Justino Zúñiga Paro       |                  | Partido Socialista           | Policarpo Ccorimanya Zúñiga |                  | Somos Perú                |
| San Sebastián | Jorge Acurio Tito         |                  | Partido Nacionalista Peruano | Julián Incaroca Ninancuro   |                  | Gran Alianza Nacionalista |
| Santiago      | José Aguirre Navarro      |                  | Unión por el Perú            | Fermín García Fuentes       |                  | Gran Alianza Nacionalista |
| Saylla        | Edwin Cahuana K'ana       |                  | Inka Pachakuteq              | Daniel Quispe Yupayccana    |                  | Qosqollay                 |
| Wánchaq       | Willy Cuzmar del Castillo |                  | Juntos por el Cusco          | Clodomiro Caparo Jara       |                  | Movimiento Regional PAN   |